# بيونانس مرياسك (مسرحية)

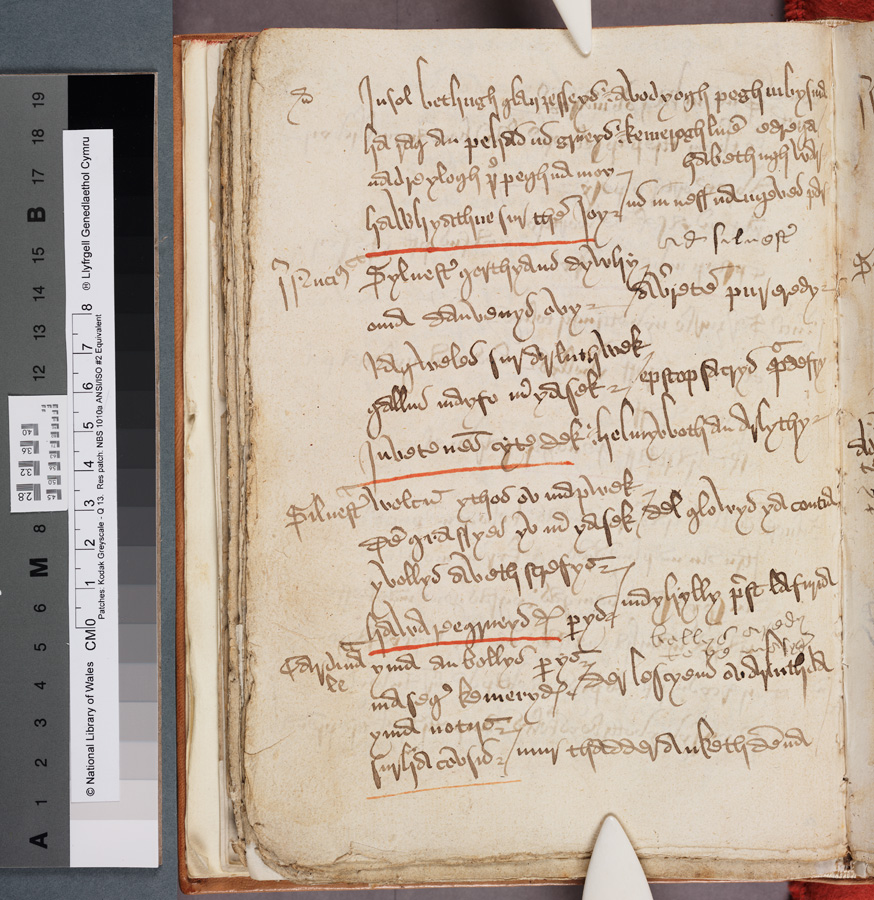
مسرحية بيونانس مريساك

بيونانس مرياسك (بالإنجليزية: The Life of Saint Meriasek) هي مسرحية كورنية اكتملت عام 1504 م، وتتناول الأساطير المتعلقة بحياة القديس ميرياسك أو مريادوك، شفيع مدينة كامبورن، كان توقيره شائعًا في كورنوال وبريتاني وأماكن أخرى. كُتبت المسرحية باللغة الكورنية ويُرجح أنها كتبت في نفس زمان ومكان مسرحية بينانس كي،، وهي المسرحية الكورنية الوحيده المتبقية التي تتناول حياة أحد القديسين.
مخطوطة بيونانس مرياسك محفوظة في مجموعة بينيارث بمكتبة ويلزم الوطنية.

## الخطوط العريضة
أسطورة مرياسك، ابن دوق بريتاني، والذي بسبب حبه للمهنة الكهنوتية رفض الزواج بأميرة ثرية وعاش حياة راهب يعمل المعجزات، أولاً في كورنوال وبعد ذلك في وطنه؛ أسطورة القديس سيلفستر، الذي شفى الإمبراطور قسطنطين الكبير من الجذام بالغطس في جرن المعمودية، ثم ساعده في تأسيس المسيحية عبر سطوته الواسعة؛ والأسطورة الغريبة (الفضولية) للأم التي تجاهلت العذراء مستمرة في صلاتها من أجل تحرير ابنها الذي كان في الأسر، حملت الطفل المسيح من بين ذراعي تمثال العذراء ورفضت تسليم الطفل إلى مادونا حتى  أعيد لها ابنها.

## قراءات اضافيه
- Doble, G. H.(1960) The Saints of Cornwall; part 1: Saints of the Land's End district. Truro: Dean & Chapter; pp. 111–45
- Koch, John T. Celtic CultureISBN1-85109-440-7